# Engelbert Sander
Engelbert Sander (* 30. Januar 1929 in Schweskau; † 17. April 2004) war ein deutscher Gewerkschafter und Politiker (SPD).

## Leben und Beruf
Nach dem Besuch der Volksschule absolvierte Sander von 1943 bis 1946 eine Verwaltungslehre und trat 1951 der IG Metall bei. Er bildete sich von 1953 bis 1955 mit einem Abendstudium an der Wirtschafts- und Verwaltungsakademie in Hannover und 1955/56 mit einem Tagesstudium an der Sozialakademie Dortmund fort. Anschließend war er als hauptamtlicher Gewerkschaftsfunktionär bei der IG Metall tätig.

## Partei
Sander war 1946 Mitbegründer der Radikal-Demokratischen Arbeiterpartei (RDAP) in der Britischen Besatzungszone und wurde zum stellvertretenden Vorsitzenden der Partei gewählt. Nachdem die RDAP in den 1950er-Jahren aufgelöst worden war, trat er 1955 der SPD bei und wurde Mitglied des Unterbezirksvorstands Soest und des Landesvorstands der Arbeitsgemeinschaft für Arbeit (AfA) in der SPD von Nordrhein-Westfalen. Später war er stellvertretender Vorsitzender des SPD-Kreisverbands Lippstadt.

## Abgeordneter
Sander war von 1961 bis 1975 Ratsmitglied der Stadt Lippstadt, von 1969 bis 1975 Kreistagsmitglied des Kreises Lippstadt und 1975 bis 1981 Kreistagsmitglied des Kreises Soest. Dem Deutschen Bundestag gehörte er von 1969 bis 1976 sowie vom 26. Mai 1978, als er für den verstorbenen Abgeordneten Bertram Blank nachrückte, bis 1987 an. Er war stets über die Landesliste der SPD Nordrhein-Westfalen ins Parlament eingezogen.

## Ehrungen
- 1986: Bundesverdienstkreuz I. Klasse